# Lamprosema malticalis
Lamprosema malticalis là một loài bướm đêm trong họ Crambidae.